# Кулунда
Кулунда́ (рос. Кулунда) — село, центр Кулундинського району Алтайського краю, Росія. Адміністративний центр та єдиний населений пункт Кулундинської сільської ради.

## Населення
Населення — 14527 осіб (2010; 15466 у 2002).
Національний склад (станом на 2002 рік):
- росіяни — 83 %